# Stadio di Osaka
Lo Stadio di Osaka (in giapponese: 大阪球場), di proprietà della Osaka Stadium Corporation (大阪スダヂアム興業株式会社), era uno stadio situato a Naniwa-ku, Osaka, in Giappone. Fu inaugurato nel 1950, con una capacità di 32.000 persone. Lo stadio fu costruito sul sito di una fabbrica di tabacco in mattoni rossi, distrutta durante i bombardamenti di Osaka nella Seconda Guerra Mondiale. Lo stadio fu demolito nel 1998 e sostituito dal complesso commerciale e per uffici Namba Parks, realizzato in diverse fasi, con la costruzione completata definitivamente nell'aprile 2007.
Lo stadio era utilizzato principalmente per il baseball ed era la sede dei Nankai Hawks fino al loro trasferimento allo Stadio Heiwadai di Fukuoka nel 1988 (successivamente diventati i Fukuoka Daiei Hawks, e attualmente i Fukuoka Softbank Hawks).
Madonna inaugurò il suo Who's That Girl World Tour allo stadio con due concerti sold-out il 14 e il 15 giugno 1987. Furono i suoi primi concerti in Giappone.
Michael Jackson concluse la prima parte del suo Bad World Tour allo stadio, con tre concerti consecutivi sold-out dal 10 al 12 ottobre 1987.